# Mobile Suit Zeta Gundam
Mobile Suit Zeta Gundam (яп. 機動戦士Ζガンダム кидо: сэнси дзэ:та гандаму, Мобильный воин Зета-Гандам), также Z Gundam — телевизионный аниме-сериал, показанный в 1985—1986 годах, в Японии, и являющийся частью франшизы Gundam. Сюжетно является сиквелом оригинального аниме с теми же персонажами. Zeta Gundam был создан режиссёром Ёсиюки Томино на студии Sunrise, дизайном персонажей занимался Ёсикадзу Ясухико, дизайном роботов (меха) — Кунио Окавара, Мамору Нагано и Кадзуми Фудзита (яп. 藤田 一巳). Трансляция сериала состоялась на телеканале Nagoya Broadcasting Network, затем на Animax. Была издана одноимённая манга Кадзухисы Кондо (яп. 近藤和久), которая публиковалась в кодомо-журнале Comic BomBom, а также в 2005—2006 годах выпущены три фильма под названием Mobile Suit Zeta Gundam: A New Translation. С 2011 года выходила манга Mobile Suit Zeta Gundam Define за авторством Хироюки Китадзумэ.
Согласно опросу, проведенному в 2007 году Агентством по делам культуры, занимает 25-е место среди лучших аниме всех времён.

## Сюжет
Идёт 0087 год Вселенского Века, минуло 8 лет с Однолетней войны. В связи с событиями, произошедшими в Mobile Suit Gundam 0083: Stardust Memory, была создана группа «Титаны», чья цель — бороться с остатками сил Зиона. Титаны ведут активную борьбу с несогласными с политикой Земной Федерации, вплоть до применения оружия массового поражения. Против Титанов сражается группировка Антиземного альянса (AEUG), членами которой являются некоторые бывшие солдаты Зиона и несогласные с политикой Федерации военные. В центре конфликта снова оказывается Сторона-7, где Титаны разрабатывают новый мех «Гандам» (Gundam Mk.2). За новой машиной охотится бывший пилот Зиона и член AEUG Кваттро Баджина. Параллельно с этим главный герой сериала, сын проектировщика новой машины, Камилл Бидан, несогласный с действиями Титанов, вступает в драку с оскорбившим его пилотом Джеридом Мессой, и угоняет один из прототипов Mk.2, после чего присоединяется к AEUG. Титаны и AEUG сражаются между собой, тем временем, в космосе появляется новая могущественная сила — остатки Зиона, сконцентрированные на заселённом астероиде Аксис, где правит Хаман Карн, стремящаяся восстановить былое величие семьи Заби, используя малолетнюю принцессу Миневу.

## Роли озвучивали
| Актёр             | Роль                       |
| ----------------- | -------------------------- |
| Нобуо Тобита      | Камилл Бидан               |
| Сюити Икэда       | Чар Азнабль                |
| Тору Фуруя        | Амуро Рэй                  |
| Хиротака Судзуоки | Брайт Ноа                  |
| Ёсико Сакакибара  | Мауэр Фаро, Хаман Карн     |
| Дайсукэ Гори      | Баск Ом                    |
| Томомити Нисимура | Ямитов Хаймем              |
| Бин Симада        | Паптимус Скирокко          |
| Иноуэ Кадзухико   | Джерид Месса               |
| Миюки Мацуока     | Фа Юири                    |
| Саэко Симадзу     | Фо Мурасамэ                |
| Китон Ямада       | Ямайкан Данинган           |
| Рюносукэ Обаяси   | Бен Вудер                  |
| Масако Кацуки     | Реккоа Лонде               |
| Масако Ириэ       | Намикар Корнелл            |
| Гара Такасима     | Хильда Бидан               |
| Мая Окамото       | Эмма Шин                   |
| Хотю Оцука        | Язан Гейбл                 |
| Хидэтоси Накамура | Буран Блутарх              |
| Дзюрота Косуги    | Хэнкен Бэккенер            |
| Синго Хиромори    | Астонаж Медоз              |
| Юкимаса Натори    | Вонг Ли                    |
| Каёко Фудзии      | Розамия Бадам              |
| Юко Мидзутани     | Сара Забиярова, Чэймин Ноа |
| Мария Кавамура    | Белточка Ирма              |
| Мики Ито          | Минева Лао Заби            |
| Кимиэ Саваки      | Лила Милла Рира            |
| Румико Укаи       | Фрау Боу                   |
| Кэйити Нанба      | Кац Кобаяси                |
| Киёнобу Судзуки   | Хаято Кобаяси              |
| Тосио Фурукава    | Кай Сидэн                  |
| Тика Сакамото     | Синта                      |
| Фуюми Сираиси     | Мирай Ясима                |
| Маюми Сё          | Харо, Кум                  |
| Ясуко Ханаи       | Хэтэуэй Ноа                |
| Дзюрота Косуги    | рассказчик                 |

## Производство и выход
После Heavy Metal L-Gaim Ёсиюки Томино, по просьбам буквально миллионов фанатов, стал режиссёром Zeta Gundam. Этот сериал обычно считается лучшим во франшизе по веским причинам: творческая команда, диалоги, сюжет, персонажи и сражения. Томино также осуществил мечту своей жизни, пригласив для создания песен одного из любимых музыкантов — Нила Седаку. Тексты режиссёр написал сам, как и в других работах. В Zeta Томино подтвердил репутацию «Убей их всех».
В сериале присутствуют причудливые мобильные доспехи, к ним относятся «злой пончик» Asshimar, зеленовато-жёлтый Palace Athene и трансформер-колокол Baund Doc. Самыми знаковыми являются The O Паптимуса Скирокко с крупными пропорциями и миниатюрной головой, а также похожий на насекомое Qubeley Хаман Карн. Gundam Mk-II и Hi-Zack разработал Кунио Окавара. Дизайнерами мехов также выступали Кадзуми Фудзита, Мамору Нагано и Макото Кобаяси. Среди аниматоров выделялись Сигэми Икэда и Хироюки Китадзумэ. 
Из выпусков Gundam, снятых Томино, в Zeta были проблемы с дизайном персонажей, выполненном Ёсикадзу Ясухико, который позже участвовал в работе над фильмом F91. В отличие от предыдущего сериала действующие лица выглядели грубо и поспешно сделанными. С одной стороны, вернулись многие оригинальные герои, с другой, весь знакомый состав (Амуро, Чар, Брайт, Фрау Боу, Хаято, Кай и так далее) противоречит новым версиям самих себя. Сюжет больше связан с политикой вооружённого конфликта, чем с личными драмами. Становилось сложнее проследить, кто на чьей стороне, кто откуда сбежал и какая группа «за» или «против» правительства. Поразительно было видеть бывших врагов Амуро и Чара в роли товарищей по оружию. Спустя двадцать лет последовала трилогия фильмов-компиляций, выпущенная в кинотеатрах Японии в 2005—2006 годах, где старые кадры смешивались с новыми сценами, созданными в цифровом формате. Разница между рисованной и современной анимацией была весьма резкой. Тем не менее фильмы на удивление хорошо показали себя в прокате в Японии, собрав 13,48 миллионов долларов. Дизайн персонажей менялся от старого к новому: несколько художников получили возможность нарисовать Фо Мурасамэ, но никому не удалось сделать это так же хорошо, как Ясуоми Умэцу.  
Двусмысленность к врагам стала ещё одной отличительной чертой сериала, хотя это может быть вызвано не столько желанием сочувствовать противнику, сколько собственным отношением Томино к Gundam, благодаря которому он стал известен. Далее вышел второй сезон — Double Zeta (1986) с новыми актёрами. 
В интервью 2002 года режиссёр признался, что ему не нравится Zeta и не следовало делать продолжение оригинального сериала. Томино хотел сказать: «Эй, молодёжь, посмотрите мой новый Гандам. Почему вы не такие живые, как те из Z?». Выпуск оказался мрачным и получил скромный коммерческий успех. Но благодаря трансляции франшиза стала более популярной, а многие произведения Gundam были сняты уже без Томино. В интервью 2009 года он объяснил, что пока не достиг среднего возраста, ему нравилось выражать разочарование в своих работах. Со временем мышление изменилось, когда Томино понял, что аниме — средство развлечения, и зрители должны с нетерпением ждать этого. Отсюда смысл новых фильмов Z Gundam — у всех людей изначально есть положительные и отрицательные стороны. В трилогии для описания таких персонажей, как Фо Мурасамэ, которые обладают экстрасенсорными способностями, благодаря условному рефлексу или хирургическому вмешательству, использовался термин «киберньютайп» вместо разговорного «улучшенный человек». Sunrise начала унифицировать терминологию в конце 1990-х — начале 2000-х годов, когда осознала, что Gundam выходит на глобальный уровень.
Макото Кобаяси в интервью Forbes 2016 года так описывал своё участие: сначала он работал над проектом Birth, и продюсер порекомендовал его Sunrise, чтобы принять участие в создании Zeta Gundam. Когда с ним связались, Кобаяси не был уверен, что сериал получится. Причина заключалась в том, что «Макросс» находился в расцвете, а Zeta оттуда пытался скопировать трюк с трансформерами. Дизайнер высказал сомнения продюсеру, но безрезультатно — производство не менялось. С точки зрения Кобаяси, для Sunrise этот процесс шёл от Zeta и ZZ до Char's Counterattack, хотя трансформация мехов не имела особого значения во вселенной Gundam. Несмотря на указание многочисленных дизайнеров роботов среди персонала, в действительности знаковых фигур было меньше. Например, Мамору Нагано в то время не обладал широкой известностью, Кадзуми Фудзита тоже, а Кунио Окавара числился, но больше проявил себя в предыдущем сериале — его вклад оказался незначительным. Фудзита рисовал очень хорошо и быстро, однако ушёл после половины производства. Чтобы закончить его работу, пришлось обратиться к помощникам художников манги, таким образом, система была неэффективной.
В 2020 году Ёсикадзу Ясухико заявил, что для него важен только первый Gundam, история о «маленьких людях», втянутых в сражение. Но в сиквелах идея заключалась в том, что прогрессивное человечество — ньютайпы изменяют мир. Поэтому критики и отаку неправильно поняли главную тему. Похожие вещи высказывались во время студенческого движения: «Авангард партии возьмёт на себя инициативу в осуществлении революции и поведёт за собой массы». Ясухико вспомнил, как Объединённая Красная Армия, не сомневаясь в собственной справедливости, устроила чистку своим товарищам. Или, когда в 1995 году Аум синрикё осуществила теракт в токийском метро — оправдание убийства было связано с идеологией ньютайпов.

## Выпуск на видео
Сериал был выпущен в 1996 году Bandai на LaserDisc в пяти томах. В 2001 году были изданы 13 DVD и комплект из трёх частей. Blu-ray неоднократно поступали в продажу: в 2008—2009 годах, в 2015 (мемориальное ограниченное издание) и в 2020 году как часть серии «Библиотека Гандама Вселенского века». В каждой коробке было 6 дисков. Соотношение сторон — 1,33:1 (4:3), качество — 1080p, звук — LPCM моно. Дополнительные материалы включали видеохроники Вселенского века, цифровой архив руководства из Memorial Box 2008 года, опенинги и эндинг без титров, превью, трейлеры.
В 2004 году Bandai Entertainment выпустила DVD для Северной Америки (регион 1) в формате 1,33:1 и со звуком Dolby Digital. Издание было в двух вариантах — обычное и ограниченное (10 дисков). Прилагались эксклюзивные изображения, выполненные художником Цукасой Котобуки, коллекционные фигурки-точилки для карандашей, постер и 48-страничная энциклопедия Zeta Gundam. Коробка была красочно оформлена, диски помещены в тонкую упаковку. 
Видео чистое, но местами видны пятна. Предположительно, это связано с оригиналом, хотя проблема незначительная. Нарекания могли вызвать субтитры, которые не предназначены для зрителей, не умеющих читать. Японский звук отличный, дорожка без дефектов, таких как шипение, щелчки или хлопки. Учитывая, что исходной записи к дате обзора (2005 год) исполнилось 20 лет, рецензент считает отсутствие недостатков большим плюсом. Несмотря на желание услышать сведение 5.1, было понятно, что идея сложна в реализации. Как часто заявлялось в Интернете и фанатских обсуждениях, оригинальные опенинг и эндинг в издании отсутствуют — они заменены инструментальной композицией из сериала. Таким образом, общее впечатление от просмотра ухудшалось, поскольку изначально вступительная песня была чуть более оптимистичной, чем оркестровая музыка. Финальная песня заменена похожей по темпу мелодией. Актёры английского дубляжа справились с работой, смогли передать персонажей и их эмоции. Казалось, что они могли сделать больше, но непонятно, где граница «переигрывания». Есть момент, когда некоторые строки на английском языке выгладят странно, что, вероятно, является виной автора переозвучивания / сценария, например, в первой серии Камилл обращается the White Base, а не White Base. Меню простое, с выбором главы, настройкой и титрами DVD справа и названиями серий слева, а также изображениями на заднем плане. Разочаровывала зацикленная фоновая музыка. Сами диски не содержали никаких дополнений. Коробка с DVD прочная и крепкая, однако, футляр хрупкий — там находились постер и набор точилок для карандашей. При небрежности картон рвался, как и тонкий пластиковый круг для дисков. Руководство пользователя было отдельно (что удивляло обзорщика — обычно информация присутствовала на буклете диска или в цифровом виде), небольшого размера, с непрочным переплётом. На постере изображены мобильные доспехи Hyaku Shiki, Zeta Gundam и большой Psycho Gundam на заднем плане. Точилки-фигурки для карандашей не рекомендовалось использовать по назначению — руки и оружие не были хорошо закреплены. В целом, релиз оказался достойным. Примечательно, что на обложке девятого диска нарисованы обиженная Реккоа в униформе Титанов и Скирокко, «который выглядит прилично, а не как абсолютный гомосексуалист». Тестирование видео и звука осуществлено на HDTV Panasonic PT-50LC13, DVD-проигрывателе Zenith DVB-318 с DVI, AV-ресивером Sony STR-DE835, акустической системой Panasonic SB-TP20S и сабвуфером на 100 ватт.
В 2005—2006 годах Bandai Entertainment вновь издала Mobile Suit Zeta Gundam на DVD, но уже в пяти томах. 
В 2016 году сериал был выпущен на Blu-ray компанией Right Stuf. Субтитры не были переделаны после выпуска DVD 2004 года. Перевод кажется точным, однако в некоторых случаях раздражает, например, когда совершеннолетний Камилл говорит: «Я ребёнок-аутист», или персонажи называют дисциплину «исправлением» — кавычки и тому подобное отталкивают. Zeta известен своим причудливым английским языком — в письме, которое получает Кваттро, содержится обвинение «he is a Char». Дубляж также перешёл на Blu-Ray с предыдущего издания, хотя и выигрывает из-за вернувшегося актёрского англоязычного состава, но Камилл звучит слишком по-мужски в отличие от японского юношеского голоса. «Да ведь ты всего лишь ребёнок!», — удивляется по связи вражеский солдат, и в разговор вступает Камилл c более низким голосом. Даже спустя 31 год никому в США не удалось приобрести права ни на вступительную, ни на финальную песни. Вся музыка инструментальная, ей не хватает динамики саундтрека первого Gundam. В отличие от сокращённого бюджета оригинала, Zeta выглядит и движется лучше, с плавной анимацией, промежуточными кадрами, которые не меняют пропорции Гандама каждый раз, и детализированными линиями. Яркая графика и дизайн мехов усиливают сражения, где окружение используется особенно креативно (самый запоминающийся момент — Mk-II, запутавшийся в тросах моста Золотые Ворота). Присутствуют и нестыковки: лица персонажей крупным планом смотрятся отлично, а у нарисованных на заднем плане почти нет носов. Ясно, что по сравнению с первым сериалом проблем с переходом на Blu-Ray не было. Выделяются сцены, происходящие в космосе: звёзды отражаются от каждой поверхности. Есть мелкие детали, которые, вероятно, создавались аниматорами так, чтобы зрители не заметили — пилоты мобильных доспехов иногда видят на своих экранах слово «секс». Релиз был простой, как и Blu-ray Mobile Suit Gundam, каких-либо дополнений нет. В футляре стандартного размера находятся три диска. На обложке первой части изображён Камилл на переднем плане и Гандам на заднем, на второй — Скирокко и The O. Обзор проведён сайтом The Fandom Post на HDTV Sony KDL-70R550A, Blu-ray-проигрывателе PlayStation 3 с HDMI, Onkyo TX-SR605, AV-ресивером Onkyo TX-SR605, акустической системой Panasonic SB-TP20S и сабвуфером на 100 ватт.
В 2019 году в продажу поступили британские Blu-ray Zeta Gundam, изданные Anime Limited. Британский совет по классификации фильмов присвоил рейтинг 12. Звук представлен в DTS-HD Master Audio 2.0. Во Франции распространялась коллекционная версия, включавшая 48-страничную книгу. Артбук также был доступен по предзаказу. Anime UK News оценил первую часть на 6, а вторую на 8 из 10 баллов. У японской дорожки есть проблема, когда все актрисы говорят: «Камилл», они звучат одинаково, это касается и английского варианта. Музыка во вступительных заставках снова неоригинальная и заменена по соображениям авторских прав. Дело в том, что часть произведений Нила Седаки была лицензирована для Zeta Gundam, а тексты Ёсиюки Томино переписал под псевдонимом Рин Иоги. Такие вещи разрешены в Японии, но запрещены на Западе.
Трилогия фильмов New Translation вышла на 3 DVD в 2005–2006 годах, затем на Blu-ray в 2012 и 2019 году как часть серии «Библиотека Гандама Вселенского века». Формат — 1,78:1 (16:9), звук — Dolby TrueHD 5.1 и LPCM 2.0. Бонусный диск включает видеохроники Гандама Вселенского века, цифровой архив руководства 2012 года, трейлеры. В 2016 году Right Stuf издала Zeta Gundam: A New Translation в США на DVD, а в 2017 году на Blu-ray. В Италии дистрибьютором являлась компания Dynit.
Bandai Entertainment продавала DVD New Translation по 3 доллара за диск. Было очевидно, что использовался фильтр зернистости для цифровой анимации, чтобы она была похожа на увеличенную 16-мм (иногда 35-мм) плёнку из сериала. Это не работало, однако позже, на Blu-ray в высоком разрешении, меньше бросалось в глаза. Вот почему фильмы имели успех в японских кинотеатрах — на большом экране можно было простить подход Томино к пересказу классического телесериала. В конце первой части был тизер, рекламирующий вторую. Белточка и Фо Мурасамэ весело прислонялись к заголовку и как будто говорили: «Ага, один из нас точно умрёт!». Видео представлено в исходном соотношении сторон 1,78:1 (1080p). В сериале 1985 года много зернистости, и это заметно повсюду, особенно в лицевой анимации персонажей. Версия стандартного разрешения объединена с кадрами 2005 года; более высокая скорость передачи данных и кодирование в AVC придают естественный вид и облегчают ситуацию. Из-за разницы во времени производства фрагментов, видео не будет чётким и без примесей, как новые выпуски, тем не менее кодировка богата деталями и цветами. Звук оказался качественным — 5.1, записанным в PCM, чистым, с хорошими басами, хотя и без особой направленности. Но в издание не включено оригинальное стерео, которое было в предыдущем выпуске DVD. Передняя звуковая сцена в целом выглядит лучше, иногда для усиления шагов и голосов можно использовать задние динамики. Футляр стандартного размера содержит три диска. Основное изображение — Камилл, парящий в космосе, без шлема на голове, предполагается, что он находится внутри корабля, но вверх ногами и немного сбоку. The Fandom Post считает, что это выглядит странно как произведение искусства. Также есть звёзды на кроваво-красном фоне, Зета Гандам позади Камилла, неизвестный в скафандре, часть Земли внизу, большой логотип и название трилогии. Дополнительные материалы минимальны: только тизер и японский трейлер, рекламирующий релиз фильмов.

## Музыка
Начальные композиции:
- «Zeta — Transcending Times» («Зета — превосходя времена»), в исполнении Мами Аюкавы (1—24 серии)

- «From an Aqueous Star with Love» («От водной звезды с любовью»), в исполнении Хироко Моригути (Хироми Ханамуры) (25—50 серии)

Завершающая композиция:
- «Believe in the Starry Sky» («Верю в звёздное небо»), в исполнении Мами Аюкавы

Прочие композиции:
- «Hush-a-Bye» («Баю-бай»), в исполнении Сатоми Мадзимы (13 серия)

- «Silver Dress» («Серебряное платье»), в исполнении Хироко Моригути (20 серия)

В трилогии Mobile Suit Zeta Gundam: A New Translation другие песни («Metamorphoze»,  «Since You Are Waiting», «Mind Forest», «Love Letter» и «Dybbuk») звучат в исполнении Gackt.
Саундтрек в трёх частях за авторством Сигэаки Саэгусы был выпущен в 1985 году лейблом King Records.
В 1999 году издан альбом 20th Anniversary Concert Symphonic Gundam 1979~1998, где композиции «Symphony Z» и «Love Concerto» для Mobile Suit Zeta Gundam играл Токийский филармонический оркестр (дирижёр — Кадзумаса Ватанабэ).
В 2005 году King Records выпустила макси-сингл с опенингами и эндингом, а также «Silver Dress». Был издан сборник певицы MIQ с её версиями «Zeta — Transcending Times» и «From an Aqueous Star with Love». 
В 2007 году вышел сборник «Gundam! History Hit Song», где «Zeta — Transcending Times» и «Believe in the Starry Sky» пела Мами Аюкава. Кроме того, «From an Aqueous Star with Love» появилась в альбоме «Reprise» — лучших кавер-версий Микуни Симокавы. 
В 2008 году Тихиро Ёнэкура исполнила «From an Aqueous Star with Love» в альбоме «Ever After».  
В 2009 году Faylan спела «Zeta — Transcending Times», а Миюки Хасимото — «From an Aqueous Star with Love» в трибьют-альбоме «Gundam Tribute from Lantis». Также «A sign of Zeta» и «Zeta — Transcending Times» сыграл Лондонский симфонический оркестр (дирижёр — Гэвин Гринуэй, аранжировка — Тосихико Сахаси) в альбоме «Gundam 30th Anniversary Gundam Symphony».
В 2010 году песни из сериала и фильмов были включены в сборник «Gundam 30th Anniversary Gundam Songs 145».
В 2011 году «From an Aqueous Star with Love» спела Дзюнко Ивао в альбоме «Anison Acoustics».
В 2014 году «Zeta — Transcending Times» исполнила Нами Тамаки в альбоме «NT Gundam Cover».
В 2016 году Юко Судзухана спела «From an Aqueous Star with Love» на втором диске альбома «Cradle of Etertnity».
В 2019 году «Zeta — Transcending Times», «From an Aqueous Star with Love» и «Believe in the Starry Sky» оказались на двойном сборнике «Mobile Suit Gundam 40th Anniversary Best Anime Mix». Тогда же Моригути начала выпускать кавер-версии «Zeta — Transcending Times» и «From an Aqueous Star with Love» в альбоме «Gundam Song Covers». Певица выпустила обращение к поклонникам в  ознаменование 40-летия франшизы.
В 2020 году «Believe in the Starry Sky» появилась в «Gundam Song Covers 2».
В 2021 году Моригути исполнила «From an Aqueous Star with Love» а капелла в альбоме «Aoi Inochi».
В 2022 году она же перепела «Zeta — Transcending Times» и «From an Aqueous Star with Love» в «Gundam Song Covers 3». В 2025 году — «From an Aqueous Star with Love» и «Silver Dress» в Gundam Song Covers -Orchestra-.

## Компьютерные игры
В 1986 году, на основе сериала, Bandai выпустила игру Mobile Suit Z Gundam: Hot Scramble для приставок Famicom. По словам геймдизайнера Масанобу Эндо, было продано 400 тысяч копий. В 1997 году была издана Mobile Suit Z Gundam для PlayStation. В 2005 году вышла Another Century's Episode с участием Зеты. Также можно выделить другие игры франшизы, например, Gundam vs. Zeta Gundam (2005), Gundam vs. Gundam Next (2009), Gundam: Extreme Vs. (2010), SD Gundam G Generation Overworld (2012), Gundam Versus (2017), Gundam: Extreme Vs. Maxi Boost ON (2020), Gundam Extreme Vs. 2 XBoost (2021), Gundam Arsenal Base (2022) и SD Gundam Battle Alliance (2022).
Zeta появляется в серии Dynasty Warriors: Gundam, разработанной Omega Force и изданной Bandai Namco Games в 2007—2013 годах. Кроме того, в серии Super Robot Wars, для примера можно привести части Z (2008), Card Chronicle (2012), Operation Extend (2013), X-Ω (2015), V (2017), X (2018), T (2019) и 30 (2021).

## Критика и отзывы
В рейтинге выпусков франшизы по итогам голосования на сайте NHK со 2 марта по 20 апреля 2018 года Zeta Gundam занял 2 место из 40. CBR дал сериалу 2 место в списке 24 лучших аниме Gundam, поскольку Zeta превосходит оригинал, берёт у него лучшее и совершенствует, став одним из лучших меха-выпусков. Forbes назвал Zeta «возможно, величайшим сериалом Gundam, когда-либо созданным». Во многом он был продуктом своей эпохи, хотя Sunrise, вероятно, не ожидала окончательного успеха. В конечном итоге, история касается смерти и насилия над невинными людьми. Zeta более честно показал реальность и стал трагической, хотя и захватывающей космической оперой. Если Зион в Mobile Suit Gundam сравнивался с нацистской Германией, но больше был похож на страну времён Первой мировой войны, то здесь первоначальная аналогия стала намного яснее, потому что появилось название «Аксис» («Ось»). Многоликость сериала является одновременно и лучшим, и худшим качеством.
Anime News Network предупреждает: зрители не должны обманывать себя новым названием и главным героем. Zeta Gundam — сиквел, связанный с Однолетней войной, от персонажей, их соперничества и романов до политической обстановки, формирующей основную интригу. Удовольствие от просмотра сильно зависит от того, видели ли люди первый Gundam, иначе сериал получит совсем другую (и более низкую) оценку рецензента, ещё не знакомого с многочисленным вернувшимся актёрским составом и событиями. В пантеоне Gundam Zeta является триумфом, более мрачным взглядом на ужасы войны, чем у оригинала. «Захватывающая драма без прикрас» ещё больше укрепляет репутацию Томино как яркого рассказчика. У протагониста Камилла Бидана очевидные проблемы с подростковой агрессией, которую многие действующие лица пытаются решить пощёчиной, с неоднозначными результатами. В отличие от своего предшественника, Камилл очень рад пилотировать Гандам и действует необдуманно. Он слишком противоречив, быстро поддаётся гневу или романтической любви. «Война несправедлива», — говорит ему Эмма, и эти неприятные слова ранят всех. Взросление Камилла было несчастливым: его отношения с родителями и первый роман окрашены кровью. Даже отцы, на кого он равняется, Брайт Ноа и Кваттро Баджина, либо уходят в сторону, либо жёстко дисциплинируют. Несмотря на большое количество героев, Zeta — история Камилла, что и придаёт привлекательность. Когда он узнаёт, что Кваттро — Чар, тот не отрицает, а просто играет роль адвоката дьявола: «Полагаю, что так». После встречи с Амуро развивается сложный треугольник платонических отношений. В то время как Амуро отвергает свои способности пилота, Камилл гордится ими. Хотя Чар был злейшим врагом Амуро, Камилл работает с ним и уважает. Именно здесь заключается связь между старым и новым в Zeta Gundam. Фраза главного героя о том, что он аутист, а не ньютайп, в попытке найти оправдание своим способностям, является одним из самых ранних упоминаний данного расстройства в популярной культуре, за несколько лет до выхода фильма «Человек дождя». 
Нет ничего нового в том, что Zeta — история взросления. Однако во второй половине сериала очевидно, что речь идёт и о самой франшизе. Первая половина во многом была продолжением оригинального Gundam. Вторая превратилась в глубокий и незаурядный конфликт с большим количеством новых персонажей, удивительными военными технологиями и перекрёстными верностями. Драматический акцент знаменует переход к медленному стилю типичного современного выпуска Gundam, хотя новая схватка показывается в каждой серии, пока все сражения не начинают складываться воедино. Также были исключены практически все персонажи из первоисточника, в результате вторая половина получилась несвязной. Zeta по-прежнему является классикой в Gundam, но сериал не был полностью успешным. Главный вывод из сюжета последней части: не привязываться ни к кому слишком сильно. Томино работал в печально известном режиме «убей их всех», что привело к одному из самых несчастливых финалов в его творчестве. Интересно было наблюдать, как Чар превращается из энергичного, но собранного пилота Зиона в человека, выступающего в роли отца, и того, кто укажет курс человечеству, неизменно идущему в космос. 
Zeta уделяет внимание отношениям между полами, которые выходят за рамки военной присяги и линии фронта. В центре находится Камилл, испытывающий на себе тяжесть психологической травмы. Все отношения показывают, что он желает исправить сломавшихся людей, поэтому в его жизни нет места такой способной и компетентной женщине, как подруга детства Фа. Парень хочет спасти психически неуравновешенную Фо Мурасамэ, Розамию с промытыми мозгами и полностью зашедшую в тупик Реккоа. «Это армия, пол неважен!», — настаивает Брайт, чем допускает большую ошибку. Гендер мотивирует и провоцирует действия каждого, что редко хорошо заканчивается. Многие серии посвящены романтическому замешательству Реккоа. «У тебя не было другого выбора, кроме как сыграть роль сильной женщины», — говорит Скирокко, соблазняя пилота AEUG дезертировать, обращаясь к женственности, а не к принципам. Зрителей заставляют поверить, что единственная причина, из-за которой она ранима — Кваттро / Чар отказался от её ухаживаний (его нельзя обвинять, потому что флирт этой женщины: «… тебе когда-нибудь хотелось плакать?»). Ревность Сары Забияровой к Реккоа и обожание Сирокко уменьшаются благодаря доброте Камилла и Каца. «Всё, что он делал, это обращался с тобой как с нормальной девушкой», — упрекает Камилл, когда Сара готова убивать. Это ещё один пример того, как брошенная любовь играет главную роль на поле боя. Сражений достаточно, и сложно сказать, какие из них действительно важны для развития сюжета, а где просто любовники, по иронии судьбы, убивающие себя в стиле Капулетти-Монтекки (схватка Чара с Хаман оказывается и тем, и другим).
Несмотря на десятки начинающихся и разрушающихся отношений, темп сериала кажется медленным. Совершенное оружие Титанов раскрывается в 40-й серии (их собственная Звезда Смерти), тем не менее положительным героям требуется несколько серий, чтобы разобраться с ним. Проблема в том, что Zeta обладает более глубоким и заставляющим задуматься сюжетом, чем у предшественника, но пытается быть им. Если раньше присутствие детей на White Base имело смысл, то теперь Кум и Синта используются лишь для комического разнообразия. Большинство старых персонажей из 0079 года исчезают во второй половине сериала. Это одновременно сбивает с толку и приносит облегчение, потому что позволяет сосредоточиться на новых интересных личностях, особенно на Хаман. Её театральность приводит к ряду символических сцен, в первую очередь, к трехстороннему противостоянию Титанов, Зиона и AEUG. Эти моменты останутся в памяти зрителей благодаря превосходному исполнению, от диалогов до сценария и фоновой музыки. Достигая трагического завершения, сериал выходит из-под контроля и в итоге распадается. У тех немногих, кого Томино не убивает, есть незавершённые сюжетные линии. Для них не хватило времени из-за бессмысленных сражений. В целом, Zeta — неловкое взросление Gundam, развивающее обречённые романтические сюжеты, которые остаются важными для франшизы и в то же время доказывают: то, что удалось в оригинального выпуске, не будет работать для всего остального.
Оценивая New Translation, Forbes пишет, что Sunrise пыталась привлечь больше людей в Zeta Gundam, но добилась неоднозначных результатов — большое количество деталей повествования было исключено, визуально три части оказались бессвязными, похожими на «странную лоскутную работу», резко меняя остальную часть временной шкалы Вселенского века, благодаря чему события Gundam ZZ стали неуместными. The Fandom Post назвал New Translation странным экспериментом, который не работает как следует. Рассуждая о втором фильме «Влюблённые», автор обзора задал вопрос: зачем анимировать 70 % нового материала, а 30 % оставлять из середины 1980-х?. Майкл Тул, редактор Anime News Network, раскритиковал новодел, признавшись, что «избегал этих фильмов, как чумы», потому что они являлись для него худшим из всего, что когда-либо было во франшизе. Подозрения подтверждались постерами, которые показывали Камилла, Кваттро и других персонажей, кардинально отличавшихся от промо-изображений. Разногласий добавляли новые песни Gackt — глэм-рокера и поклонника Gundam, чей «унылый гитарный рок» совсем не походил на ритмичные и обаятельные композиции, созданные Нилом Седакой. Цифровая анимация противоречила старой — это похоже на попытку объединить кадры из приквела «Звёздных войн» с необработанным оригиналом. Но несмотря на проведённые годы с мнением, что подобные фильмы — второстепенный и совершенно бесполезный материал, на самом деле они приличные, особенно меха в них.
Просмотр фильмов 2005—2006 годов напоминал «выемку антропологических ископаемых». В трилогии совершенно новый материал наложен на старый. Это решение вызвало неоднозначные отзывы во время выпуска, и десять лет спустя мало что изменилось. Результатом стал другой взгляд на Zeta, который для зрителей будет свежим, если не абсолютно неузнаваемым. Чтобы увековечить память об оригинальном сериале, был внесён ряд изменений в оформление, сюжет, музыку и озвучивание. От запутанной «реанимации» до более быстрой и оптимистичной истории и баллад Gackt — таково сочетание положительных и отрицательных сторон. Первоначальный канон был отредактирован, значительная часть отснятого материала перерисована и подвергнута цифровой обработке. Получился «диалог между прошлым и настоящим». Персонажи, созданные в 1985 году, переходят в другую комнату и внезапно становятся улучшенными, с более чистыми линиями и плавной анимацией. Также неприятно, когда половина сцены прошла ремастеринг, например, Хаман, анимированная в 1985 году, громко говорит, чтобы разозлить Кваттро 2005 года. Становится трудно внимать словам, в то время как обстановка искусственно изменена. Рецензента Anime News Network также удивили и расстроили следующие эпизоды: поцелуй Фо и Камилла на крыше, диалог Кваттро с Хаман и Скирокко, ментальное сражение Камилла с Хаман — ни один из них не был переделан, в отличие от малозначимых (Баск Ом отдаёт приказы своим подчинённым). Сложно понять, о чём думали аниматоры, но ясно, что съёмочная группа разобралась в популярности «реанимированного» материала. Если «Наследники звёзд» были изменены на треть, то следующие два фильма — примерно на 75 %.
С одной стороны, Фа Юири и Фо Мурасамэ сменили актрис озвучивания, что привело в ярость некоторых фанатов. Тем не менее качество звука превосходное и стабильное — все диалоги были перезаписаны в 2005 году. Новые песни Gackt дополняют музыку Сигэаки Саэгусы, придавая ей современную атмосферу с элементами рока. С другой стороны, иногда новый сюжет добавляет легкомыслия мрачному тону оригинального Zeta Gundam — через несколько минут после того, как Камилл становится сиротой, Реккоа произносит: «Лейтенант трогал мою задницу». Далее, поклонники могут думать, что им не о чем беспокоиться, когда Фо Мурасамэ в опасности, но её сюжетная линия утверждает иначе. Учитывая 300-минутную продолжительность фильмов, истории и жизни персонажей часто обрываются из-за нехватки времени, а не потому, что Ёсиюки Томино совершает массовые убийства. Быстрый и временами беспорядочный темп пропускает или вообще пересматривает события. Не стоит воспринимать New Translation как замену оригинала, в данном случае общеизвестное трагическое завершение сериала получает счастливый конец — это разрыв с каноном, поскольку Gundam ZZ предполагает телевизионный финал. В итоге трилогия вышла не совсем успешной, разрываясь между двумя разными временами. Даже самых лучших аспектов каждой части недостаточно, чтобы сгладить полное отсутствие гармонии. Zeta Gundam — классика, но фильмы по ней смотреть необязательно.